# Asana

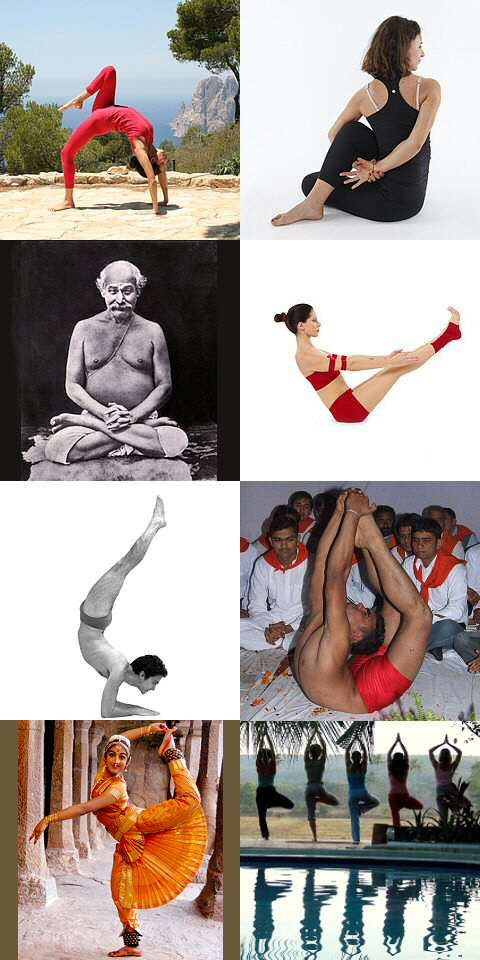
Asane. De la stânga la dreapta, de sus în jos: Eka Pada Chakrasana; Ardha Matsyendrasana; Padmasana; Navasana; Pincha Mayurasana; Dhanurasana; Natarajasana; Vrkshasana

O asana este o postură corporală, inițial și încă folosit ca termen general pentru o poziție de meditație șezând, și extinsă mai târziu în hatha yoga și yoga modernă ca exercițiu, la orice tip de poziție, adăugând înclinat, în picioare, inversat, răsucire și poziții de echilibrare. Yoga Sutrele lui Patanjali definesc „asana” ca „o poziție care este stabilă și confortabilă”. Patanjali menționează abilitatea de a sta în picioare pentru perioade îndelungate ca fiind unul dintre cele opt elemente ale sistemului său. Asanele mai sunt numite și poziții de yoga sau posturi de yoga în engleză.
Goraksha Sataka din secolul al X-lea sau al XI-lea și Hatha Yoga Pradipika din secolul al XV-lea identifică 84 de asane; Hatha Ratnavali din secolul al XVII-lea oferă o listă diferită de 84 de asane, descriind unele dintre ele. În secolul al XX-lea, naționalismul indian a favorizat cultura fizică ca răspuns la colonialism. În acel mediu, pionieri precum Yogendra, Kuvalayananda și Krishnamacharya au predat un nou sistem de asane (încorporând sisteme de exerciții precum și hatha yoga tradițională). Printre elevii lui Krishnamacharya s-au numărat profesori de yoga indieni influenți, inclusiv Pattabhi Jois, fondatorul Ashtanga vinyasa yoga și B.K.S. Iyengar, fondatorul Iyengar yoga. Împreună au descris alte sute de asane, au reînviat popularitatea yoga și au adus-o în lumea occidentală. Multe mai multe asane au fost concepute de la Light on Yoga a lui Iyengar din 1966, care a descris aproximativ 200 de asane. Alte sute au fost ilustrate de Dharma Mittra.
S-a afirmat că asanele oferă atât beneficii spirituale, cât și fizice în textele medievale de hatha yoga. Mai recent, studiile au oferit dovezi că îmbunătățesc flexibilitatea, forța și echilibrul; pentru a reduce stresul și condițiile legate de acesta; și în special pentru a atenua unele boli precum astmul și diabetul.

## Legături interne
- Materiale media legate de asana la Wikimedia Commons